# Edward Young (maler)
Eduard "Edward" Young (21. oktober 1823 i Prag – 12. februar 1882 i München) var en østrigsk maler og tegner.

## Karriere
Young blev uddannet som akvarelportrætmaler i Linz. Han opholdt sig nogle år i 1850'erne ved Frederik VII's hof, hvor han holdt kongen og grevinden med selskab. Forbindelsen er sandsynligvis kommet i stand gennem grevinde Danners ungdomsveninde, den berømte danserinde Lucile Grahn, der blev gift med Youngs bror, hofoperasanger Friedrich Young.
Den elegante Young blev udnævnt til professor, var tegnelærer for kongen og grevinden, bar hoffets jagtdragt og udførte adskillige tegninger af kongen og grevinden. 9. februar 1857 modtog han Ingenio et arti.
Youngs tegninger er gode vidnesbyrd med hensyn til kongens påklædninger og særheder, bl.a. teltlivet, og er derfor af kulturhistorisk værdi. Young skal på Jægerspris Slot have deltaget i Alhambrasalens dekorering og møblering omkring 1855 (ifølge J.P. Traps erindringer ledede han arbejdet). Efter grevindens død erholdt Young, der nu boede i München, en høj livrente. 
Youngs værker er senest blevet vist på Hjemmenes Udstilling i Roskilde 1942, nr. 335 og Søllerød i det lokalhistoriske maleri, Gammel Holtegaard 1982. 

## Værker
Maleri:
- Frederik VII (1855, Det Nationalhistoriske Museum på Frederiksborg Slot)

Miniaturer:
- Frederik VII (1850'erne, Jægerspris Slot)
- Frederik VII (portræt indfattet i dåse, De Danske Kongers Kronologiske Samling)

Akvareller:
- Frederik VII (1853, Frederiksborgmuseet)
- Grevinde Danner (1853, Frederiksborgmuseet)
- Grevinde Danner læser for Frederik VII i teltet ved Skodsborg (1853, Jægerspris Slot)
- Grevinde Danner (Jægerspris Slot)
- Frederik VII's danske hund (Jægerspris Slot)
- Badstuen ved Frederiksborg (Jægerspris Slot)
- En maurisk pige (Jægerspris Slot)

Farvelagte blyantstegninger:
- Frederik VII og grevinde Danner i kane (Jægerspris Slot)
- Frederik VII i skottedragt (Jægerspris Slot)
- Landskab (Jægerspris Slot)

Blyantstegninger:
- Maleren Ole Peter Hansen Balling (Frederiksborgmuseet)
- Skitser fra Schweiz (Jægerspris Slot)